# Gummessons bokförlag
Gummessons bokförlag ägdes av Svenska Missionsförbundet.  
Bokförlaget gav på 1970-talet ut flera titlar av den sydamerikanska pedagogen Paulo Freire och den amerikanske medborgarrättskämpen Martin Luther King. I början av 1980-talet bildades tillsammans med Svenska Kyrkans bokförlag Skeab det nya förlaget Verbum.